# Henrik Harpestreng
Henrik Harpestreng, död 1244, var en dansk i läkare. 
Henrik Harpestreng var vid sin död kanik i Roskilde, enligt traditionen Erik Plogpennings läkare. Henrik Harpesträng är troligen densamma som den Henricus Dacus, som författat ett latinsk arbete, De simpliciubus. Han uppges även vara författare till en Læge- og urtebog på danska, bevarad i en handskrift från 1200-talets början. Arbetet utgörs av växt- och stenbeskrivningar samt en kokbok och torde vara en förkortad översättning av en av honom på latin författad bok. Henrik Harpestrengs "lægebog" utgavs 1826 av Christian Molbech.